# Turmhügel Gestungshausen
Der Turmhügel Gestungshausen ist eine abgegangene Turmhügelburg (Motte) in Gestungshausen (Hafengasse 2), einem Ortsteil der Gemeinde Sonnefeld im Landkreis Coburg in Bayern.
Von der ehemaligen Mottenanlage ist nichts erhalten.